# Bezručovy sady
Bezručovy sady är en park i Tjeckien.   Den ligger i regionen Olomouc, i den östra delen av landet, 210 km öster om huvudstaden Prag. Bezručovy sady ligger 221 meter över havet.
Terrängen runt Bezručovy sady är huvudsakligen platt, men åt nordost är den kuperad.Runt Bezručovy sady är det ganska tätbefolkat, med 144 invånare per kvadratkilometer. Närmaste större samhälle är Olomouc, 0,52 km väster om Bezručovy sady. Trakten runt Bezručovy sady består till största delen av jordbruksmark.